# Terbank

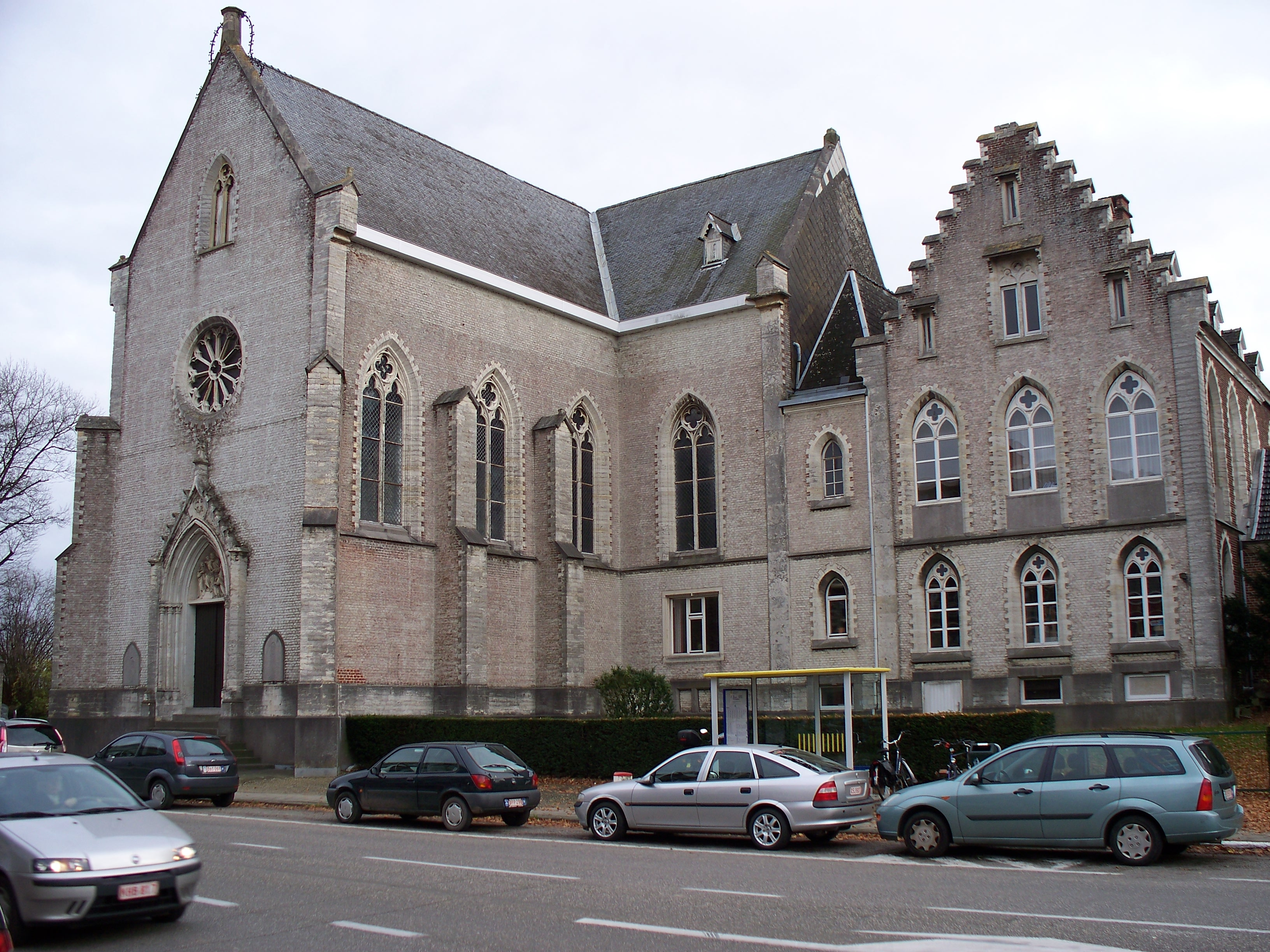
Dominicanessenklooster van Terbank

Terbank is een Belgisch gehucht in het westen van Heverlee, en sinds 1977 deel van Leuven. De plaats is gelegen aan het kruispunt waar de Sint-Jansbergsesteenweg afbuigt van de Tervuursesteenweg.
Enkele zusters van het Sint-Dominicusinstituut uit Brugge namen in 1874 in Terbank de verzorging van oudere dames op zich, vanaf 1919 werd een weeshuis voor meisjes ingericht, en van 1921 tot 1957 een openluchtschool. In 1957 ontstond het Medisch Pedagogisch Instituut "Sint-Catharina" dat in 1971 als Priorij Terbank een door niet-religieuzen geleide instelling werd.
In 1932 vatte de buurtspoorwegen vanuit Terbank de elektrificatie van het traject van de vroegere paardentramlijn naar Tervuren aan.
De naam "Terbank" zou zijn oorsprong vinden bij "Ter Bancke", wat op zijn beurt weer verwijst naar een bankje gelegen op de top van de heuvel aan de kruising Celestijnenlaan/Tervuursesteenweg. Tijdens de middeleeuwen zouden volgens de overlevering de melaatsen hierop plaats genomen hebben, in afwachting van verzorging door een nabijgelegen klooster.

## Referentie
L. Dhaene, N. Cox en G. Vignero, Terbank: 800 jaar zorg voor mensen, Heverlee, 1997.
Deelgemeenten: Heverlee · Kessel-Lo · Leuven · Wijgmaal · Wilsele

Overige plaatsen: Egenhoven · Leuvens Haasrode · Leuvens Korbeek-Lo · Nieuw Kwartier · Terbank

Belgische gemeenten · Arrondissement Leuven · Vlaams-Brabant · Vlaanderen